# Rodrigo Mancha
Rodrigo Mancha (ur. 16 czerwca 1986) – brazylijski piłkarz występujący na pozycji pomocnika.

## Kariera klubowa
Od 2005 roku występował w klubach Coritiba, Santos FC, Grêmio Barueri, Botafogo, Vitória, Oita Trinita, Sport Recife i Fortaleza.